# Islas Salomón británicas
El protectorado británico de las Islas Salomón se declaró por primera vez en 1893 sobre el sur de las Islas Salomón, cuando el capitán Gibson en el HMS Curacoa declaró las islas del sur como protectorado del Reino Unido. Otras islas serían declaradas parte del protectorado por un período que se extenderá hasta 1900.

## Establecimiento y adición de otras islas
El protectorado fue declarado por primera vez en 1893 en las Islas Salomón del Sur. Los trámites para su establecimiento fueron realizados por oficiales de la Marina Real, quienes izaron la bandera británica y leyeron el pregón en veintidós islas. Asimismo, en 1897 se agregaron las islas Bellona, Rennell y Stewart, y las islas Santa Cruz, Reef, Anuda (Cherry), Fataka (Mitre) y Trevannion y el grupo Duff (Wilson) en 1898. El 18 de agosto de 1898 y el 1 de octubre de 1898, el Alto Comisionado para el Pacífico Occidental emitió una proclama declarando (aparentemente de forma superficial) que todas estas islas pasarían a formar parte del protectorado. Las dos proclamas de 1898 fueron reemplazadas por la fechada el 28 de enero de 1899, cuyo objetivo aparentemente no solo era consolidarlos sino también corregir errores geográficos: enumera "las islas Reef, el grupo de las Swallow" y un grupo de islas llamadas colectivamente "el grupo de las Swallow" e incluyó Trevannion en las islas de Santa Cruz.
Mediante una convención firmada en 1899 y ratificada en 1900, Alemania renunció a sus derechos sobre las islas ubicadas al este y sureste de Bougainville, y en octubre de 1900, el alto comisionado emitió una proclama que extiende el protectorado a las islas en cuestión, es decir Choiseul, Yasabel, Shortland y las islas Faroe (cada una con sus dependencias), el grupo de Tasmania, el grupo de Lord Howe y la isla de Gower.
Este anuncio siguió a una actividad misionera que se inició a mediados siglo XIX, el establecimiento de un protectorado alemán sobre el norte de las Islas Salomón tras el tratado anglo-alemán de 1886. Los intereses alemanes se transfieren al Reino Unido durante el Convenio Tripartito de Samoa de 1899 a cambio del reconocimiento de los derechos alemanes sobre Samoa Occidental.

## Segunda Guerra Mundial

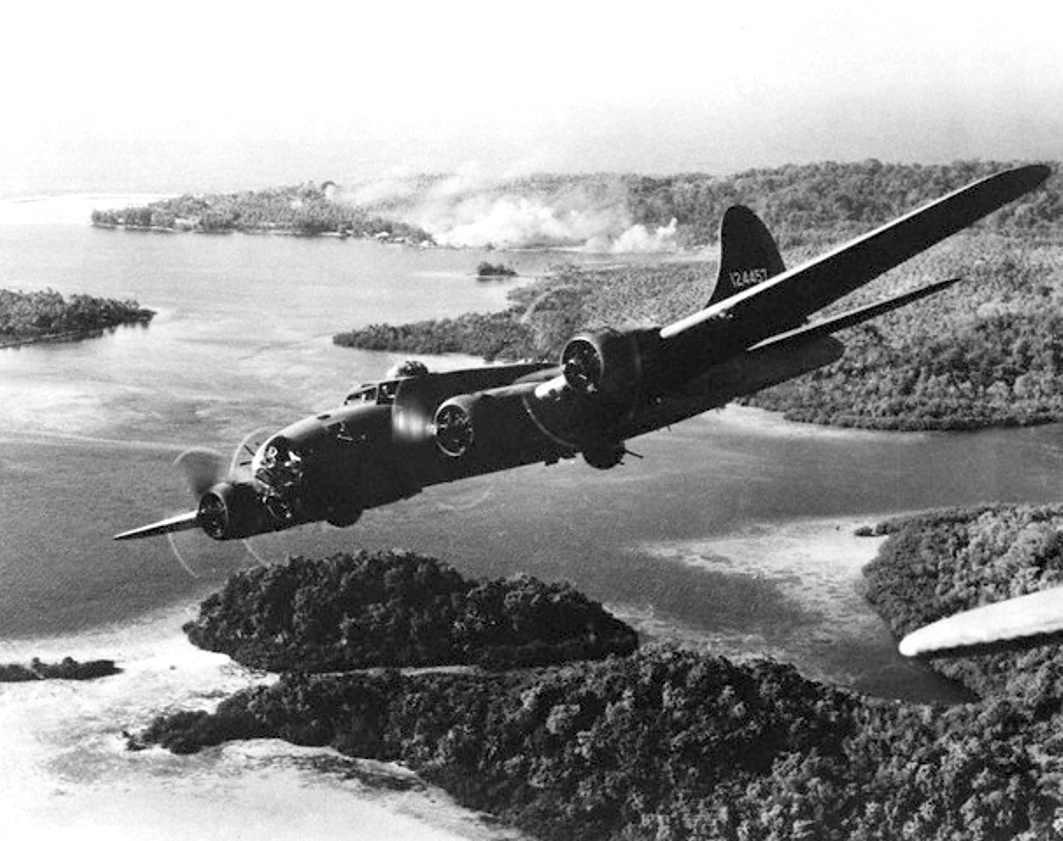
Un bombardero B-17 sobre la isla de Gizo.

Las fuerzas japonesas ocuparon las Islas Salomón en enero de 1942. La contraofensiva la lideró Estados Unidos; la primera división de la Infantería de Marina de los Estados Unidos aterrizó en Guadalcanal y Tulagi en agosto de 1942. Algunos de los combates más feroces de la Segunda Guerra Mundial tuvieron lugar en estas islas durante casi tres años.
Tulagi, la sede de la administración británica en la isla de Nggela Sule en la provincia central, fue destruida en los intensos combates que siguieron al desembarco de las armadas estadounidenses. Luego, la encarnizada batalla por Guadalcanal, cuyo principal interés es el aeródromo Henderson Field, propició el desarrollo de la vecina localidad de Honiara como centro logístico para Estados Unidos.

### Biuku Gasa y Eroni Kumana
Los locales Biuku Gasa y Eroni Kumana fueron exploradores de los aliados. Saltaron a la fama cuando National Geographic les dio crédito por ser los primeros en encontrar al náufrago John F. Kennedy y su tripulación PT-109 usando una canoa tradicional. Sugirieron usar un coco, que luego se mantuvo en el escritorio del presidente, para enviar un mensaje de ayuda. Sus nombres no se mencionan en la mayoría de las películas y relatos históricos, y fueron rechazados antes de que pudieran asistir a la toma de posesión del presidente Kennedy, aunque la Guardia Costera australiana se reunió con el presidente. Fueron visitados por un miembro de la familia Kennedy en 2002 cuando todavía vivían en chozas tradicionales sin electricidad.

### Las consecuencias de la guerra
El impacto de la guerra en los isleños fue profundo. La destrucción causada por los combates y las consecuencias a largo plazo de la introducción de maquinaria y equipo modernos, así como objetos de la cultura occidental, transformaron la vida tradicional de las islas aisladas. La reconstrucción fue lenta en ausencia de daños de guerra sumados a la destrucción de las plantaciones de antes de la guerra que eran la columna vertebral de la economía. De forma significativa, la experiencia de los isleños como trabajadores agrícolas de los aliados indujo a una nueva apreciación del papel de la organización económica y el comercio como base del progreso material. Algunas de estas ideas se ponen en práctica en el movimiento político del "Maasina Ruru" de la posguerra inmediata.

## Hacia la independencia
La estabilidad se restauró durante la década de 1950. La administración colonial británica construyó una red de consejos locales oficiales. Sobre esta base, los habitantes con la experiencia de los consejos locales comenzaron a participar en el gobierno central, primero a través de la administración, luego a partir de 1960 a través del Consejo Legislativo y el Consejo Ejecutivo recién establecidos. El protectorado no tuvo constitución propia hasta 1960. Los miembros de los dos consejos fueron elegidos inicialmente por el Alto Comisionado para el Pacífico Occidental pero gradualmente más y más puestos fueron elegidos directamente o elegidos por los colegios electorales formados por los consejos locales. La primera elección nacional se celebró en 1964 para la sede de Honiara, y en 1967 la primera elección general se refirió a los quince escaños representativos del Consejo Legislativo con la excepción de la sede de la circunscripción de las Islas Exteriores Orientales, que todavía era elegida por el colegio electoral.
Se celebraron nuevas elecciones en 1970 y se introdujo una nueva constitución. La constitución de 1970 reemplazó a los consejos ejecutivo y legislativo con un solo consejo de gobierno. También estableció un comité de gobierno en el que todos los miembros del consejo forman parte de uno o más comités. El objetivo de este sistema era reducir las tensiones entre los representantes electos y la administración colonial y capacitar a los representantes electos en las responsabilidades del gobierno. También se afirmó que este sistema estaba más en línea con el estilo de gobierno melanesio. No obstante, esto se vio rápidamente socavado por la oposición a la constitución de 1970 y el gobierno de los comités. Como resultado, se introdujo una nueva constitución en 1974 que estableció un gobierno estándar de Westminster y dio a los habitantes un primer ministro y un gabinete. Solomon Mamaloni se convirtió en el primer ministro del país en julio de 1974 y el consejo de gobierno se transformó en asamblea legislativa.